# 2005年格什姆地震
2005年格什姆地震是伊朗標準時間2005年11月27日下午13点52分（协调世界时10點22分）发生在伊朗南部格什姆岛的一场强烈地震。虽然当地人口稀少，但地震还是造成13人死亡，并使13个村庄受到毁灭性打击。这是该国继2005年2月的扎兰德地震以来遭受的又一场重大地震，震央位于德黑兰以南约1500公里，接近伊朗南部边境。初步测量结果表明地震的矩震级为6.0级，不过在进一步分析后调低至5.8级。主震后还发生了约400次轻度余震，其中36次的矩震级在2.5级以上。地震发生在偏远地区，时间又是中午，所以死亡人数较少。伊朗的救援工作卓有成效，各种抗震资源准备充足，伊朗得以直接开展自救，无需依赖他国和国际组织援助。
格什姆岛是扎格罗斯简单褶皱带的组成部分，后者是扎格罗斯褶皱冲断带（Zagros fold and thrust belt）中地震活动最活跃的地区。与当地大部分地震类似，2005年这场地震也是逆滑断层的产物。由于所处位置地震活动频繁，伊朗遇到破坏性地震的风险也很高，进入20世纪以来，平均每3,000名伊朗人中就有1人死于地震相关事件。某地球物理学家认为，伊朗的建筑施工标准和品质也存在严重问题。这些都是伊朗地震频发并且造成惨重人员伤亡的原因。

## 背景
伊朗平均每天都会经历至少一次轻度地震，而扎格罗斯地区的地震活动更是特别频繁。从1913至2012这100年间，伊朗共计发生了超过130次震级在5级以上的地震活动，其中最强烈的两场分别发生在1972年和1977年，矩震级均为6.7级:193，格什姆岛附近地区在1360年、1703年、1884年、1897年、1902年和1905年都记录发生过破坏性的地震:184。伊朗的地震大部分发生在上层地壳，与地表接近，这意味着地震可能更具破坏性。
科罗拉多大学博尔德分校的地球物理学家罗杰·比尔汉姆（Roger Bilham）教授曾于2004年表示，伊朗是在地震防护方面上“最严重的违例者”。比尔汉姆是一位地球物理学家，也是地震导致形变和危害领域的专家，他批评了伊朗的建筑施工标准，指出事实上自进入20世纪以来，每3000名伊朗人中就有一人死于地震相关事件。联合国已经为伊朗准备了一份共同国家评估，其中同样指出，“虽然大城市中有着足够的建筑法规，但人们普遍认为这些法规没有在……遭受最近大地震打击的小镇或乡村得到严格执行。抗震建筑在这些地区非常罕见，可见建筑法规并未得到有效的落实。”伊朗的地震是一个民众非常关心的问题并且阻碍着经济的发展。整个20世纪该国一共发生了12起里式震级在7级以上的强烈地震，全国四分之三的主要城市位于地震多发地区。1990年曼吉尔-鲁德巴地震夺去了至少42000条生命，伊朗当年的国民生产总值也因此而损失了约7.2个百分点，两年的经济增长化为乌有。

## 地质环境

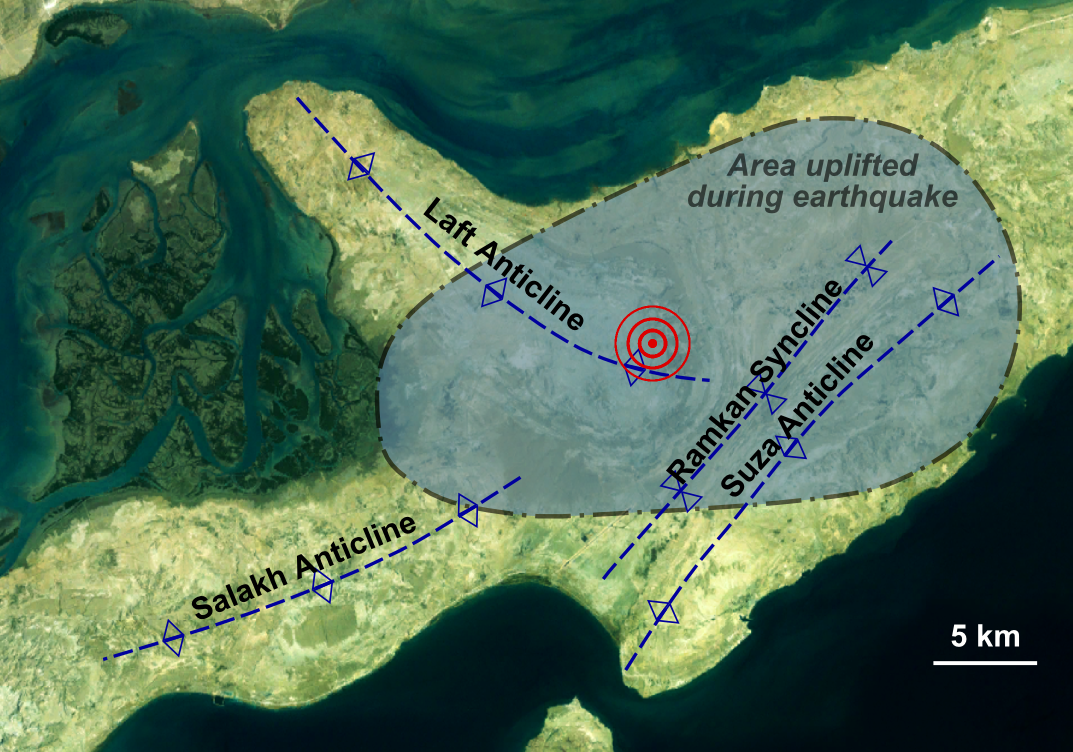
格什姆岛核心部门的主要褶皱构造，以及地震的震中和隆起区

伊朗地处阿拉伯板块和欧亚大陆板块之间的复杂碰撞地带，格什姆附近地区的收敛速率约为每年25毫米:2。这种收敛部分由扎格罗斯褶皱和冲断带的地壳缩短和增厚所容纳，余下的则在伊朗高原北部出现。扎格罗斯地区最活跃的部分是简单褶皱带（Simply Folded Belt），其特点是在一层新元古代霍尔木兹海盐上形成的大型褶皱，局部可以触及一些背斜盐底辟的波峰。盐层上的沉积岩序列包含一层从古生代到晚白垩纪时期形成的厚石灰岩层，其下方是寒武纪的砾岩，这些岩层结合在一起拥有相对较高的机械强度，其上覆盖有一层从白垩纪末期到中新世早期形成的机械强度较弱的泥灰岩，最上方则是新近纪的砂岩和砾岩。有证据显示，这些地层一些机械强度较弱的中间层出现脱离，这意味着不同层级的地层褶皱可能会有不同的位置、方向和波长:183。对地震震源机制和震源深度的测量显示，无论是沉积在最下面的地层，还是霍尔木兹海峡盐层下方的基底，地壳的缩短都已由高角度和低角度混合的逆冲断层所容纳。
格什姆是一个西南偏西到东北偏东走向的狭长小岛，与海岸线和地区主褶皱线走势基本平行。新近纪沉积岩在整个小岛表面露出来，与贯通该岛西部末端，历史更久远的霍尔木兹海峡盐层分隔。沉积岩受到一系列以背斜为主的大型褶皱影响，这些褶皱显示出岛屿中部的各种发展趋势。格什姆岛拉夫特（Laft）村背斜的轴心主要为西北到东南走向，而萨拉卡（Salakh）村的背斜发展趋势大致为从东到西，苏扎（Suza）的背斜和兰姆坎（Ramkan）的向斜发展趋势为西南到东北。格什姆岛上有明显证据显示有近期隆起的海洋阶地形成，其中所识别最高的阶地高于海平面220米。根据铀系定年法（230Th/234U）估算，来自阶地上珊瑚的霰石抬升速率约为每年0.2毫米。

## 地震性质
地震的初步测量结果表明其矩震级为6.0级，不过之后经过分析调整为5.8级:186。震央接近格什姆中部的格瓦金村（Gavarzin）:3，震源深度估计为10公里:186。推导出的地震震源机制表明这次地震是断层面浸渍逆向断层的结果，这个断层面的坡度有可能是向北面50°，或者是东南偏南方向40°:186。没有发现任何证据显示地表破裂，但兰姆坎向斜层的西北侧翼观测到了一条长3公里，与地床平行的裂纹，科学家认为这可能代表沿层滑，这可能是因为该褶皱将来会有所收紧而引起的。其他沿向斜更偏西南方向观测到的西北到东南走向张性裂缝更可能是由深度盐层运动引起的:3-4。
地震期间，科学家用干涉合成孔径雷达对地表位移进行了测量。计算的隆起面积从西到东拉长，最大值约为20厘米，集中在拉蒂夫的背斜东端:11。隆起区域的南端观测到一片较小的沉降区域，两者之间没有尖锐的界限，这表明断层没有到达地表。位移的模式与从8公里到4公里深处的北倾断层破裂一致，这也与使用实体波进行的地震模拟的结果相符:8，不过还是有可能存在一个东南偏南方向的浸渍平面:188。这一深度范围有力地表明，断层对沉积盖层的下部产生了影响，不过还不足以排除一些基底与此有关的可能:12。导致这场地震的断层面朝向和观测到的表面褶皱不一致，这表明两个层次的形变因存在脱离而解耦，有可能位于泥灰岩层中:193。
大部分余震发生的震源深度明显大于主震，并且以走滑震源机制为主。这表明主震在基底内一组复杂的左右横向走滑断层上触发了之后的地质运动，并且一起容纳了霍尔木兹海盐层下从北向南走向的缩短。
2008年9月10日，格什姆地区又发生了一起强烈地震，矩震级为5.9级，震源深度8公里。从这次地震中观测到的隆起模式也与低层沉积岩系中的断裂一致，但有一个分两个区段的断层整体浸渍到东南方向。2005和2008年的这两场地震中，同一条东南走向浸渍的相邻节段逆断层可能已经断裂。2008年的这场地震一共报告有7人丧生:192。

## 损失和人员伤亡
地震发生在伊朗标准时间下午13点52分19秒（UTC上午10点22分19秒）:1，持续时间在10到30秒之间。地震在格什姆岛上夺去了了13人的生命，并导致100人受伤。格什姆的一个名叫兹朗纳格（Ziranag）的村庄中80%的建筑物被毁。七个村庄经受了大面积破坏，包括兹朗纳格在内的13个村庄被摧毁。
阿巴斯港、阿布扎比、阿吉曼、杜拜、富吉拉和拉斯海玛有受到麦加利地震烈度III度影响的报告，夏尔迦则达到了IV度。麦加利地震烈度也是一种表示地震强度的方式，主要根据地震造成的破坏程度和对周边地区造成的影响来判断。阿曼也感觉到了这次地震的震动。震央没有直接出现重大损害，格什姆地区居民报告称震动导致窗户的玻璃破碎，市民因为担心房屋倒塌而被迫疏散，共计有超过2000人受到影响。
一家主要医院因地震受损，大量伤者无法得到治疗和所需的医疗用品。位于震中所在岛屿上的一个机场也受到损害，岛上的供电线路也被切断。德黑兰抗震建筑主任驳斥了人们对地震引发海啸的担忧，称波斯湾的水深还不足以产生海啸。一间学校里有人因建筑物倒塌而导致腿部骨折，不过没有人丧生。杜拜包括阿联酋大厦在内的多幢建筑因担心出现倒塌而对人群进行了疏散，幸运的是最后没有发生这样的事故。一位女性描述当地人“惊慌失措”。伊朗全国的电视台都公布了地震造成损坏和受伤居民被送往医院的片段。
地震后又发生了一次山崩和36次矩震级在2.5级以上的余震，总计余震数则有约400次。一座由阿方索·德·阿尔布克尔克上将下令所建的前葡萄牙堡垒东面城墙受到严重而永久性的破坏，但其它部分仍然完好。
如果这场地震不是在接近中午（当地时间13点52分）时发生，而是在居民们大多入睡的深夜:1，那么考虑到震中地区的房屋主要由泥和砖建成，抗震能力较差，将会有更多的居民因此丧生。

## 救援工作和善后
来自伊朗国内的援助人员开始运送救灾物资，如食品、毛毯和帐篷等。伊朗红新月会分发了约74151罐鲔鱼、40920公斤稻米、46700罐豆类、10445公斤食糖、16836公斤食用油、5986公斤豆类和1133公斤茶叶，还有4696套救灾帐篷、5677套毯子、10689套被子、2169套厨具、1477个烤炉、1250套灯笼和4001箱卫生包裹。有101名救灾佣工、40名伊朗红新月会工作人员以及4位来自全球救援网公关部门的人员也参与到救助幸存者的工作中。此外还派出了3辆救护车、46辆卡车、3架直升机、12辆货车、9辆汽车、两辆小巴和2条嗅探犬，帮助地震受灾地区的公民。
受伤的居民被直升机送到了阿巴斯港。一位伊朗警察官员由于担心地震后有人趁乱进行哄抢，要求所有人进出受损房屋前必须事先获得警察、总督办公室或该岛突发事件委员会的批准。联合国儿童基金会向伊朗提议加以援助，负责响应的官员表示：“只要有需要，我们就会准备作出回应。”他们表明伊朗当局“看起来已经控制住了局面。”
2007年，亚洲减少地震风险中心成立，来对南亚、西南亚、中亚地区经历的常规地震作出反应。该组织存在的目标是“鼓励区域和跨区域网络和伙伴关系以减少地震损害”。在这些地区，因地震死亡的人数占到所有自然灾难死亡人数的73个百分点。